# Marsdenia celebica
Marsdenia celebica är en oleanderväxtart som beskrevs av Jacob Gijsbert Boerlage. Marsdenia celebica ingår i släktet Marsdenia och familjen oleanderväxter. Inga underarter finns listade i Catalogue of Life.